# フィネコバンク
フィネコバンク（伊: FinecoBank S.p.A.）は、イタリアのオンライン金融事業者。一般にフィネコ（Fineco）と呼ばれる。オンラインプラットフォームを通じて、銀行、証券、保険や投資顧問サービスなどを提供している。本社をエミリア＝ロマーニャ州のレッジョ・エミリアに、登記上の本店をミラノに置く。イタリア証券取引所上場企業（BIT: FBK）。

## 沿革
組織としての源流は1982年に設立されたGI-FIN S.r.l.）であり、翌1983年にNovara ICQ S.p.A.となりノヴァーラ協同銀行（Banca Popolare di Novara）の傘下に、1996年にICQバンカチザルピーナ（ICQ Banca Cisalpina S.p.A.）となりブレシア協同銀行（Banca Popolare di Brescia）の傘下になった。1999年にブレシア協同銀行が合併によりBipop Carire S.p.A.となったことに伴い、ICQバンカチザルピーナはフィネコバンカICQ（Fin-Eco Banca ICQ S.p.A.）に再編され、ネット銀行の事業がスタート、2002年にBipop Carire S.p.A.が合併によりCapitalia S.p.A.となったことに伴い、現社名に変更した。
2007年にCapitalia S.p.A.がウニクレディトに買収され、フィネコバンクはウニクレディトの出資企業となった。2014年6月、フィネコバンクはイタリア証券取引所に株式を上場し公開企業となり、2019年7月、ウニクレディトは保有するフィネコバンクの全株式を売却した。
2017年にイギリスでの事業を開始したが、2020年のイギリスの欧州連合離脱以降ネット銀行をめぐる規制環境が変化したことを理由に、2023年にイギリスからの撤退を発表した。